# 1962 en sociologie
| Années de la sociologie : 1959 - 1960 - 1961 - 1962 - 1963 - 1964 - 1965    |
| Décennies de la sociologie : 1930 - 1940 - 1950 - 1960 - 1970 - 1980 - 1990 |

Cet article présente les événements de l'année 1962 dans le domaine de la sociologie. 

## Publications

### Livres
- Oliver Cox, Capitalism and American Leadership
- George C. Homans, Sentiments and Activities
- Roman Jakobson, Selected Writings
- Thomas Samuel Kuhn, The Structure of Scientific Revolutions
- Edmund Leach, Rethinking Anthropology
- Charles Wright Mills, The Marxists
- Arnold M Rose, Human Behaviour and Social Processes
- Richard Titmuss, Income Distribution and Social change

## Congrès
- Ve congrès de l'Association internationale de sociologie — Washington, DC, États-Unis.

## Décès
- 20 mars : Charles Wright Mills.

## Autres
- Paul Lazarsfeld devient président de l'Association américaine de sociologie.